# Weißbrauen-Zwergbekarde

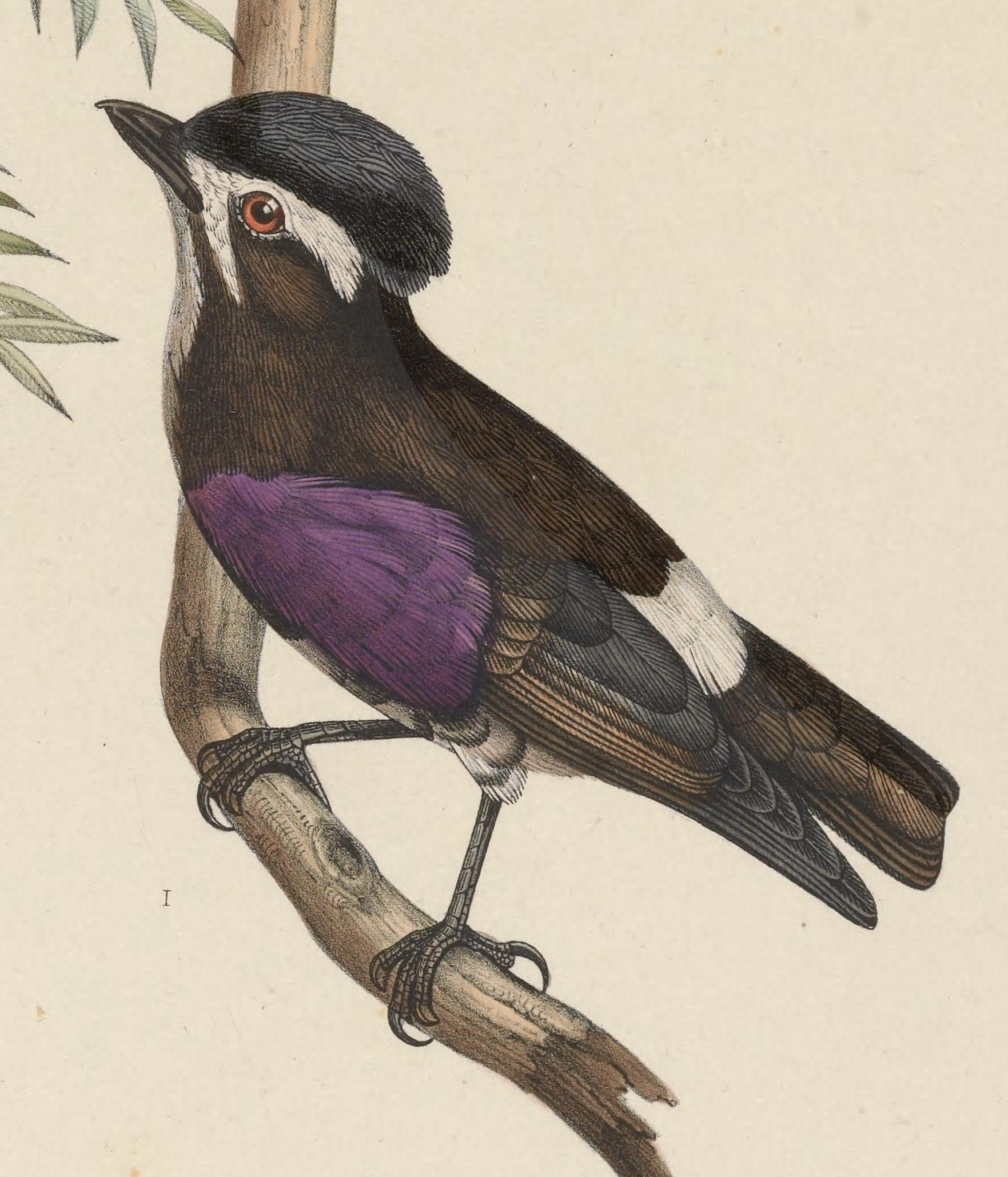
Zeichnung eines Männchens

Die Weißbrauen-Zwergbekarde (Iodopleura isabellae), früher als Weißbrauen-Zwergkotinga  bezeichnet, ist eine südamerikanische Vogelart aus der Familie der Bekarden (Tityridae).

## Beschreibung
Der Vogel erreicht eine Körperlänge von 11,5 cm und ein Gewicht von etwa 18 Gramm. Die Oberseite ist braunschwarz, mit weißen Gesichtsflecken, außerdem ist ein Streifen des Bürzels weiß. Die Kehle und die Unterseite in der Mitte sind weiß, ihre Seiten sind weiß, braun gestreift und gefleckt. Das Männchen trägt an den Seiten je einen roten Flecken, diese sind bei den Weibchen weiß. Normalerweise sind die Flecken meist unter den Flügeln verborgen und werden nur beim Öffnen sichtbar. Die purpurroten Flecken werden vom Männchen in Schaukämpfen zur Abschreckung von Rivalen vorgezeigt. Die den Flügeln von Schwalben ähnlichen Flügel sind relativ lang. Der Schwanz ist kurz, die Steuerfedern reichen nur 5 bis 10 mm hinter die Schwanzdecken.

## Verbreitung
Die Art lebt im Norden von Südamerika, in Amazonien. Sie kommt vor im Westen des Amazonasbeckens, im oberen Orinoco-Einzugsgebiet in Süd-Venezuela, im Südosten von Kolumbien, Osten von Ecuador und Peru sowie im Norden von Bolivien (Pando) und Brasilien (nach Osten bis Pará und Maranhão). Im Norden, im Bergland von Guayana, wird sie ersetzt durch den Braunkopf-Zwergkotinga (Iodopleura fusca). Im Westen, im Mata Atlântica Brasiliens, grenzt das Verbreitungsgebiet vom Fahlkehl-Zwergkotinga (Iodopleura pipra) an.

## Lebensraum und Lebensweise
Die Weißbrauen-Zwergbekarde bewohnt Baumkronen, seltener auch Waldränder des tropischen Regenwaldes und von Sekundärwäldern, im Wesentlichen unter 700 m Höhe. Die Art lebt vor allem im Kronenraum von Regenwäldern und ist dadurch vom Boden aus schwer zu beobachten, sie gilt im größten Teil ihres Verbreitungsgebiets als eher selten. Er sitzt oft auf trockenen Zweigen. Häufig tritt er paarweise auf, bildet jedoch keine Schwärme oder andere größere soziale Gruppen. Er ernährt sich von Fluginsekten, frisst aber auch verschiedene Früchte (z. B. Misteln). Andere Autoren schätzen ihn als unspezialisierten Fruchtfresser ein.
Die Weißbrauen-Zwergbekarde nistet im Kronenraum. Der Nestbau wurde nur selten beobachtet. Andrew Whittaker beobachtete den Nestbau eines Paares in Loreto, Peru, die einzige andere publizierte Beobachtung aus Pará gibt ähnliches Verhalten wieder. Das Nest befand sich in der Krone einer recht lockerkronigen Leguminosen-Art, etwa 4 bis 5 Meter unterhalb der Spitze, auf einem dünnen, horizontalen Ast. Es ähnelte in der Gestalt einem Kolibri-Nest. Beide Elterntiere polsterten die flache Nestschale mit Spinnenfäden aus, diese wurden teilweise mit klebrigen Kot als Klebstoff befestigt. Eine weitere klebrige Substanz, möglicherweise hervorgewürgte klebrige Beeren eines Mistelgewächses, wurden ebenfalls verwendet. Das Elternpaar wurde von einem dritten Vogel, vermutlich einem vorjährigen Jungtier, begleitet.

## Taxonomie
Die Gattung der Zwergbekarden (Iodopleura) umfasst drei Arten, die in getrennten, aber jeweils aneinandergrenzenden Verbreitungsgebieten (parapatrisch) im Amazonien, östlich der Anden, vorkommen. Die Zugehörigkeit der Gattung zur Unterfamilie Tityrinae, und deren Monophylie wurden in phylogenomischen Studien nahegelegt.
Nach Alan P. Peterson gibt es zwei Unterarten:
- Iodopleura isabellae isabellae Parzudaki, 1847 (Ost-Kolumbien, Süd-Venezuela, Ost-Ecuador, Ost-Peru, West-Brasilien und Nord-Bolivien)
- Iodopleura isabellae paraensis Todd, 1950 (Ost-Brasilien)

Die Internationalen Ornithologische Union erkennt keine Unterarten an.

## Gefährdung
Die IUCN stuft die Art, unter anderem wegen des extrem großen Verbreitungsgebietes, als ungefährdet (least concern, LC) ein.